# Эндуро
Энду́ро (англ. enduro от лат. indurare — вынести, выдержать, вытерпеть) — дисциплина мотоспорта и велоспорта и класс мотоцикла, предполагающая агрессивный стиль езды по бездорожью и на специализированных спортивных трассах, начиненных бревнами, валунами и другими препятствиями, в зависимости от сложности соревнований. Для этой дисциплины используют соответствующую спортивную мотоциклетную (велосипедную) технику. Помимо соревнования на регулярность движения, в эндуро включено выполнение в кратчайшее время условий дополнительных соревнований.

## История возникновения
Соревнования эндуро выросли из испытаний техники, так называемых «endurance run» и «endurance contest» (фр. endurance — выносливость). Самое первое мотоциклетное испытание было проведено в США 4-5 июля 1902 года, маршрутом из Бостона в Нью-Йорк. Именно этим испытаниям мы обязаны появлению в дальнейшем понятия «эндуро».
8 июля 1904 г. была основана Международная федерация мотоциклетных клубов (ФИКМ), предшественница нынешней Международной мотоциклетной федерации (ФИМ). По инициативе этой организации в 1913 году испытания на плохих проезжих дорогах были введены в программу первых международных шестидневных мотосоревнований под названием International Six Day Trial (ISDT).
В 1981 году слово «эндуро» было официально введено в употребление, и поэтому название соревнований изменилось на The International Six Day Enduro (ISDE).

## Правила шестидневных соревнований
С самого начала помимо личного зачёта соревнования ISDT включали командный зачёт. Команда могла использовать мотоциклы, производящиеся только в своей стране; правило было упразднено после Второй мировой войны.
Трасса обозначалась стрелками. Каждый этап был поделён на участки, на которых проверялась регулярность движения. Для различных классов мотоциклов были определены скорости на дистанции. Также было установлено определённое время прохождения каждого этапа между двумя последовательными контрольными точками. При прибытии спортсмена на контрольную точку за каждую просроченную минуту начислялось по одному штрафному очку. При опоздании более чем на 1 час, при проезде мимо контрольной точки или использовании посторонней помощи спортсмен дисквалифицировался (посторонняя помощь разрешалась только в случае заправки).
Мотоциклы предварительно осматривались перед началом состязаний, детали маркировались и пломбировались (замена любой из этих деталей влекло снятие с соревнований). По окончании дневных этапов доступ к мотоциклам закрывался до утра.
С течением времени ФИМ вносила изменения и дополнения в правила соревнований. В 1961 году был введён ряд изменений с целью повышения чисто спортивного значения соревнований и безопасности на маршруте. Число специальных испытаний увеличилось до 11, в том числе: два вида испытаний на ускорение и торможение, два — на ускорение со скользящим финишем, три гонки в гору, три — по пересечённой местности и уже известная ранее часовая гонка. Позднее в соревнования ввели скоростные участки. Шестидневные соревнования усложнялись и дальше, предполагая использование техники в разных дорожных условиях (прежде всего тяжёлого бездорожья).

## Мотоциклы для эндуро
В первых шестидневных соревнованиях участвовали энтузиасты и любители, использовались серийные дорожные мотоциклы, на которых, как правило, был установлен мощный четырёхтактный двигатель с газораспределением нижними клапанами. Мотоциклы имели мощное ведущее колесо и подрессоренную переднюю вилку.
В первых шестидневных соревнованиях в 1913 г. к категории мотоциклов были отнесены и трициклы.
В командном зачёте обычно участвовало два мотоцикла-одиночки и один мотоцикл с коляской. В соревнованиях 1921 г. в Италии впервые приняли участие в гонке мотороллеры в одном классе с мотоциклами соответствующих рабочих объёмов.
С течением времени менялся регламент соревнований эндуро — менялась и техника для эндуро, для которой стали предъявляться более широкие требования, чтобы была возможность справляться с разнообразными дорожными условиями на протяжении всего соревнования.
- Triumph Trophy TR5 500cc, 1948-1958 гг.
- Dot Enduro, 1960-е гг.
- Jawa 250cc Six Days S553, 1961 г.
- Bultaco Matador MK5 Six Days, 1973 г.
- Suzuki PE175N Enduro, 1979 г.

Таким образом, внешний вид мотоциклов для эндуро по сравнению с дорожными приобрёл следующие характеристики:
- Большое переднее колесо (обычно диаметром 21 дюйм) и широкий руль — позволяют легче контролировать мотоцикл на неровных поверхностях.
- Спицованные колёса — ремонтопригодны, могут выдерживать значительные деформации при сильных ударах, которые неизбежны в гонке, а также весят меньше литых.
- Высокое крепление переднего грязевого щитка — не позволяет грязи забивать пространство между собой и колесом.
- Развитые грунтозацепы протектора шин — позволяют передвигаться вне дорог общего пользования.
- Цепная передача — обладает хорошей амортизационной способностью, упрощает смену передаточного отношения путём замены одной из звёздочек, кроме того, цепь мало весит.

В отличие от кроссовых, мотоциклы для эндуро, как и дорожные, имеют комплект светотехники, зеркал, средства навигации и государственные регистрационные знаки (то есть имеют ПТС и подлежат регистрации в ГИБДД), что обусловлено тем, что соревнования эндуро проходят в том числе и по дорогам общего пользования.
Следует также отличать мотоциклы для эндуро от мотоциклов двойного назначения, выпускающихся в стилистике эндуро. Если первые по техническим характеристикам предназначены для соревнований, то вторые — это гражданская техника, рассчитанная на утилитарное, а не спортивное использование.
Современные мотоциклы для эндуро характеризуются следующим:
- Малая масса двигателя, низкий уровень шума, сравнительно небольшие вибрации, наряду с надёжностью и тяговой характеристикой. Наилучшая тяга — на низких и средних оборотах. При этом скоростная характеристика на тех же низких и средних оборотах может теряться[4].
- Конструкция мотоцикла рассчитана на падения, поэтому повредить что либо, кроме зеркал и рычагов, достаточно сложно.
- Шины используются только камерные, только они пригодны для спицованных колёс[источник не указан 3510 дней].
- Рамы обычно стальные, далёкие от идеальной жёсткости.
- Подвеска не рассчитана на экстремальные прыжки, как в мотокроссе, её задача — давать возможность быстро и безопасно передвигаться по любым неровностям.
- Классический двигатель эндуро имеет воздушно-масляное охлаждение и так называемый «сухой картер». В нём масло не скапливается в поддоне, а откачивается в масляный бак насосом, другой насос подаёт моторное масло в систему смазки. Такая конструкция позволяет мотору работать не испытывая «масляного голодания», даже когда мотоцикл опрокидывается на бок.

Однако, и эти характеристики носят лишь общий описательный характер.
Как мотоциклетная дисциплина, эндуро регламентируется специальными техническими требованиями к мотоциклам. В эти требования (в зависимости от статуса соревнования — от международного до любительского) может быть включено:
- минимальная масса спортивного мотоцикла в зависимости от его класса;
- запрет на использование титановых деталей;
- рабочий объём двигателя в зависимости от его класса;
- нагрузка на мотоцикл в соответствии с минимальной массой;
- учёт допустимого уровня шума;
- ограничения по наименьшей и наибольшей ширине руля;
- определённая конструкция и длина рычагов управления;
- определённые хода подвесок мотоцикла;
- определённая высота подножек;
- независимые друг от друга тормоза;
- грязевые щитки, закрывающие колесо под определённым углом;
- определённый размер шин, профиль шин;
- определённое установление и количество номерных табличек, их размеры и цвет, размеры и цвет нанесённых на них цифр;
- перечень возможных изменений, вносимых в конструкцию дорожных мотоциклов, допускаемых к соревнованиям.

Вышеперечисленные требования оговариваются в регламенте соревнований с указанием конкретных допустимых цифр и значений.
Каждый год ФИМ утверждает и публикует список омологированных мотоциклов этого года. Омологация (омологационная форма) является одним из непременных условий допуска каждой модели мотоцикла к соревнованиям международного или национального уровня и представляет собой документ, подтверждающий признание Международной Федерацией мотоспорта той или иной модели мотоцикла, его элементов, а также устройств, влияющих на безопасность.
В настоящее время некоторые фирмы наладили выпуск так называемых «серийных» мотоциклов для эндуро, например, серия KTM — EXC, серии Husaberg — FE (4-тактные) и TE (2-тактные), серии Husqvarna — TE и WR.
- Husqvarna TE449
- Husqvarna WR250, 1996
- Husaberg FE450, 2007
- KTM EXC

## Мировые чемпионаты под эгидой FIM
The International Six Day Enduro (ISDE) — старейшая шестидневная гонка эндуро, имеющая статус Чемпионата Мира с 1967 г.
The Maxxis FIM World Enduro Championship (WEC) — серия Чемпионата Мира по эндуро, впервые организованная в 1990 году и заменившая Чемпионат Европы по Эндуро (FIM European Enduro Championship), существовавший с 1968 г.
Серия состоит в настоящее время из восьми двухдневных раундов, включающих в себя мотокросс, эндуро и экстремальные испытания.
FIM SuperEnduro World Championship — соревнования на скорость, проходящие на стадионе, где проложена земляная или песчаная трасса с препятствиями, в основном, естественного характера (камни, брёвна, водные участки и т. д.), аналогичными тем, которые можно найти на классической трассе эндуро.

## Смежные дисциплины с элементами эндуро

### Кросс-кантри
Сторонние наблюдатели могут путать два вида мотоциклетных гонок — эндуро и кросс-кантри (Cross-Country Rally), так как оба вида гонок достаточно длительные по времени и включают участки пересечённой местности. Однако, кросс-кантри отличается от классического эндуро отсутствием участков, по которым гонщики перемещаются как обычные участники дорожного движения. Международная Мотоциклетная Федерация определяет кросс-кантри как самостоятельную дисциплину мотоспорта. Под эгидой ФИМ ежегодно проводится FIM Cross-Country Rallies World Championship.

### Бахи
Бахи (bajas) — одно- или двухдневные гонки на дистанциях от 300 до 1000 км по разнообразному рельефу, призванные показать выносливость гонщиков и их мотоциклов. FIM ежегодно проводит The FIM Bajas World Cup.
В Америке самые известные бахи — Baja 1000 и Baja 500, проводимые в Мексике.

### Мототриал
Мототриал — направление в мотоспорте, связанное с преодолением сложных препятствий в балансе. Соревнования проводятся как на природе, так и в специальных залах с искусственными препятствиями. Большое количество лидеров мировой серии Extreme Enduro являются в прошлом и настоящем титулованными спортсменами из мототриала.

### Ралли-рейды
Ралли-рейды (rally raids) — гонки, проводящиеся в несколько дней и включающие в себя элементы эндуро, кросс-кантри, триала и других дисциплин мотоспорта. Самым популярным ралли-рейдом на протяжении последних десятилетий является легендарная гонка «Париж-Дакар» (Dakar Rally).

### Эндуро-кросс
Эндуро-кросс (Endurocross, Indoor Enduro, Enduro-X или EX) — дисциплина, появившаяся в 2000 году как гибрид суперкросса, триала и эндуро. Соревнования проводятся на закрытом стадионе, трасса включает в себя различные препятствия естественного характера (например, камни, валуны, брёвна, песок, грязь, воду), а также специальные препятствия (например, крупногабаритные шины).

### Hard Эндуро
Экстремальное эндуро (Extreme Enduro или Hard Enduro) — отдельное направление, описать которое можно как «человек и машина, покоряющие самые тяжёлые ландшафты планеты». Самые известные мировые соревнования — это The Erzbergrodeo (Австрия), The Red Bull Romaniacs (Румыния), The Hell’s Gate (Италия), The Tough One (Великобритания) и The Roof of Africa (Южная Африка). В 2011 году прошёл World Xtreme Enduro Championship (WXEC Tour) — чемпионат мира, который был регламентирован пятью основными мировыми организаторами соревнований по Экстремальному Эндуро.

### Эндуро-спринт
Эндуро-спринт (Sprint Enduro) — простая и доступная форма соревнований, представляющая собой один специальный заезд по 7-8 кругов в каждом раунде серии. Отличается от традиционного эндуро отсутствием хронометража. Для участия в эндуро-спринте допускаются как мотоциклы для эндуро, так и кроссовые. Так как трасса не включает в себя дороги общего пользования, то от мотоциклов не требуется иметь комплект светотехники, зеркал, средств навигации и государственных регистрационных знаков.
Трасса может представлять собой различные виды участков пересечённой местности — травянистые, лесные, заезд на холм и др. Участники стартуют с 20-30 секундным интервалом. После завершения круга каждый участник возвращается в зону ожидания. Как только завершает круг последний участник — первый начинает следующий круг.
Первый чемпионат Европы по эндуро-спринту проводится с 2010 г. в Великобритании.

## Эндуро в СССР
Аналог эндуро появился в СССР под названием «мотомногоборье». Соревнования проводились в прикарпатских районах Украины, на Кавказе и в России. Первый чемпионат СССР по международным правилам прошёл в 1956 г. в Расторгуево под Москвой. Он разыгрывался в 4-х классах — 125 см³. (чемпион В. Бойко), 350 см³. (Д. Носиков), 750 см³. (Р. Решетниекc), 750 см³. c коляской (В. Михайлов — В. Медведев).
В том же 1956 году Центральный автомотоклуб СССР вступил в члены ФИМ, и гонщики из СССР впервые появились на шестидневке в Гармиш-Партенкирхене (ФРГ), завоевав 9 медалей, 3 из них — золотые. В 1959 году советские мотоциклисты в розыгрыше главного приза «Международный трофей» были уже четвёртыми в командном зачёте и завоевали 13 золотых медалей. В 1961 году в Уэльсе тринадцать из семнадцати наших гонщиков были награждены золотыми медалями ФИМ и, кроме того, они получили две Большие золотые медали в классах 250 и 350 см3, выступая на отечественных мотоциклах. В 1962 году советская команда выиграла «бронзу» в самом престижном командном зачёте «Международный трофей».
Изучив зарубежный опыт организации многодневок советская мотофедерация использовала его при проведении соревнований в СССР. Стали проводиться шести-, трёх- и однодневные гонки. Применялось прохождение одних и тех же участков дважды: в первый день в одном направлении, а во второй — в обратном. Кроме того, мотоциклисты участвовали в ряде дополнительных состязаний :
- в классической езде — это проверка мастерства вождения мотоцикла на труднопроходимых участках, где оценивается только качество езды без учёта времени, затраченного на преодоление участка; суть его заключается в том, чтобы провести мотоцикл по сложному участку, не касаясь ногами земли;
- в кроссах — эти соревнования относятся к скоростным, то есть оценка результатов в них производится по времени, затраченному на прохождение трассы; трасса кроссового участка может быть линейной или кольцевой;
- в подъёме на гору — эти соревнования также относятся к скоростным, трассы для подъёма подбираются различной крутизны и протяжённости и могут включать и горизонтальные отрезки;
- в разгоне-торможении — также скоростные соревнования, участник должен по возможности в минимальное время преодолеть зачётный участок и остановить мотоцикл точно в двухметровой зоне остановки.

В качестве дополнительных состязаний в соревнования могли быть включены и два чисто военно-прикладных — стрельба и гранатометание.
В 70-е — 80-е годы Чемпионаты страны собирали до 300 участников. Советские гонщики участвовали в самых престижных международных гонках, в том числе и знаменитом ралли Париж-Дакар.
Однако, когда советские заводы почти свели на нет производство как уникальных, так и серийных машин для многодневок, спортсмены из-за нехватки конкурентоспособной техники прекратили выступления в международных соревнованиях.

### Советские мотоциклы для многодневок
| Мотоциклы Иж: - Иж-50А - Иж-55М - Иж-57М - Иж-60М - Иж-60МС - Иж-64М - Иж-65М - Иж-М11 - Иж-М12 - Иж-К12А - Иж-М13 - Иж-М14 - Иж М15 - Иж М16 | Мотоциклы Ковровец: - К-175СМ - К-175СМУ - К-58СМ | Мотоциклы Минск: - М-201М - М-204М - М-213 | Мотоциклы Днепр: - К-750С |

## Эндуро в России

### Чемпионат России по эндуро на мотоциклах
Российский Чемпионат по Эндуро проводится с 2001 года. Не проводился только в 2006 г. из-за организационных проблем. К 2007 г. количество соревнований снизилось до одного события в сезон. Однако, 2009 год был объявлен МФР «Годом Эндуро» и стал попыткой возрождения чемпионата. В 2016 году проведены 3 этапа Чемпионата России по классическому эндуро, чемпионат выиграла команда HARDENDURORU (Руководитель команды Илья Маликов, технической директор — Данила Миронов).
Современный Чемпионат по Эндуро имеет статус всероссийского и предполагает проведение в несколько этапов, проходящих в разных регионах страны. Каждый этап — отдельные двухдневные соревнования. На каждом круге организовывается один или несколько спецучастков (СУ), которые спортсмен должен преодолеть на максимальной скорости. СУ могут включать в себя скоростные повороты, прыжки, броды, искусственные и естественные препятствия в виде завалов из брёвен и камней. Возможны СУ внутри заброшенных строений, по лестницам, узким мостам и т. п. Рекомендованная дневная дистанция классам «Эндуро 1», «Эндуро 2», «Эндуро 3», «Юниоры» — 120—200 км в первый день, 100—150 км во второй день; классам «Любители», «Лайт» и «Женщины» — 100—150 км в каждый день.
Требования к мотоциклам, могущим участвовать в эндуро, в российском регламенте обычно менее жёсткие по сравнению с мировыми соревнованиями. Например, по правилам 2012 г. рекомендовалось, но не требовалось в обязательном порядке использование ходовых огней (фары ближнего света, аккумуляторных фонарей и т. п.). Таким образом, в российском Чемпионате по Эндуро участники могли заявляться не только на мотоциклах для эндуро, но и на кроссовых, а участники класса «Лайт» могли принимать участие в соревновании на дорожных мотоциклах (в том числе, на мотоциклах двойного назначения), специально доработанных для участия в эндуро и соответствующих регламенту соревнования.
Перед началом соревнования спортсмен с мотоциклом должен пройти техническую комиссию. При прохождении комиссии некоторые части мотоцикла маркируются, их замена до конца гонки запрещена.

### Эндуро на снегоходах
С 2003 г. в рамках Чемпионата России проводятся гонки эндуро на снегоходах. Дисциплина включена в мотоциклетные виды спорта, а гонка является официальным мероприятием МФР.

### Эндуро на квадроциклах
С 2009 г. в Чемпионат России введён отдельный класс для ATV (квадроциклов), а в реестре спортивных мотодисциплин зарегистрировано понятие «эндуро на квадроциклах». Гонка является официальным мероприятием МФР.

### Любительские соревнования
Кантри-кросс. 
С 2003 года в России ежегодно проводится Кубок «Экстрим-Спорт» по кантри-кроссу на мотоциклах и квадроциклах — гонка, объединившая в себе элементы мотокросса, эндуро и ралли. Постоянные организаторы Кубка, мотоклуб «Экстрим Спорт» и «Терехово+13», ориентируются на крупнейшие в Европе гонки L’enduro du Touque. Создатель и ведущий организатор Кубка — Сергей Миндин. Кубок изначально был рассчитан в первую очередь на любителей, а не на профессиональных спортсменов.
Обычно трассу для этого события готовят на трёх разных участках. Участок трассы для мотокросса: с трамплинами, волнами, виражами. Участок эндуро: с тропинками, спусками, подъёмами, мостками, брёвнами, бродами, естественными и искусственными препятствиями. Раллийный участок: по грунтовым дорогам, колеям, пескам.
Используется общий старт «спринт Ле-Ман» (участники должны добежать до мотоцикла, завести его и только тогда начинать гонку).
Эндуро-кросс.
С 2010 года в России начали регулярно проводиться любительские соревнования по эндуро-кроссу. К соревнованиям допускаются мотоциклы производства любых стран, отвечающие требованиям Правил соревнований по Эндуро и Мотокроссу МФР.
Наиболее известны — ежегодная гонка на Кубок компании Iron Man, проводимая в несколько этапов, и эндуро-кросс «Буйные есть?». Гонка серии Iron Man включает в себя также детские заезды и заезд на квадроциклах. Для классов «Open» и «Лайт» используется общий старт «спринт Ле-Ман».